# Андреас Јонсон
Јон Ерик Андреас Јонсон (швед. Jon Erik Andreas Johnson; Бјаред, 22. март 1970) је шведски певач и аутор поп-рок музике.

## Биографија
Већ као дете, Андреас је пратио на турнејама своје родитеље Гиге и Мари Јонсон, који су били професионални џез музичари (отац као бубњар, мајка као певачица). Од родитеља и брата Олафа учи да свира гитару и клавир, којима посвећује пуно времена. Андреасова породица се селила по Шведској, коначно се настањујући у предграђу Стокхолма, где је он писао и компоновао своје прве песме и у средњој школи основао свој први музички састав „Силвер ероу“ (Silver arrow).
Своју музичку каријеру наставио је као певач у саставу „Планет вејвс“ (Planet Waves), који је постигао локални успех, наступао на неколико значајних сцена и закључио уговор са скандинавским ЕМИ-јем. Састав је од 1993. до 1995. боравио у Њујорку, где су издали и свој једини албум, Brutal awakenings. По повратку у Шведску, састав се због међусобних несугласица разилази. Андреас Јонсон се затим окреће соло каријери, издајући 1997. албум првенац, Cottonfish tales. Албум је наишао на добар критички пријем, али није постигао запаженији тржишни успех, чинећи Јонсона ризичним извођачем. Осећајући да му издавач гуши слободу изражаја, он убрзо потом раскида уговор са ЕМИ-јем и одлази за Берлин, где ће потписати уговор са издавачком кућом ВЕА.
1999. године, Јонсон је забележио међународни хит са синглом Glorious, који у позадини прати енергични гудачки оркестар. Песма се брзо попела на врхове лествица и учинила Јонсона преко ноћи звездом у Шведској и Уједињеном Краљевству. Glorious је пуштана је на радио-станицама широм Европе, заузела четврто место на британским лествицама и коришћена је у великом броју огласа, укључујући и компаније Волво, Нутела и Воксхол.
Песма Glorious је касније укључена на албум из 2000. под називом Liebling, који је инспирисан девојком коју је Јонсон упознао у Берлину, а која је у међувремену преминула. Албум је продат у 500.000 примерака и пратила га је опширна тура.
Трећи самостални албум, , који је изашао 2002, није оправдао висока очекивања који је поставио његов претходник, и Јонсон се повлачи из јавности како би се посветио природнијем току писања музике. Четврти албум, Mr Johnson, your room is on fire, у издању Ворнер групе из 2005. године, дао је успешне синглове попут Show me Love и Sunshine of mine. Пети албум, , који је објавио 2007, његов је до данас (2008) најуспешнији албум и био је на Билбордовој листи Европских топ 100.
Јонсон је троструки учесник Мелодифестивалена, шведског националног избора за представника на Песми Евровизије. 2006. године је са химничном поп-рок песмом Sing for me заузео треће место (прво место у гласању жирија и треће у гласовима публике) иза Кароле Хагквист и састава Бадис витаут органс. 2007. године је освојио друго место са песмом A little bit of love (друго место у гласању жирија и треће у гласовима публике) иза састава Д арк. Текст и музику за песме Sing for me и A little bit of love писали су Јонсон и Петер Квинт.
На Мелодифестивалену 2008. наступа са Каролом Хагквист, троструком победницом националног избора и победницом Песме Евровизије 1991, у дуету One love („Једна љубав“).
Живи у Стокхолму.

## Дискографија

### Албуми
- 1997:
- 1999:
- 2002:
- 2005:
- 2006:  (верзија 2)
- 2007:

### Синглови
- 1997:
- 1997:
- 1999:
- 1999:
- 2002:
- 2002:
- 2002:
- 2005: [а]
- 2006:
- 2007:
- 2007:
- 2008:  (са Каролом Хагквист)